# Lufthansa Italia

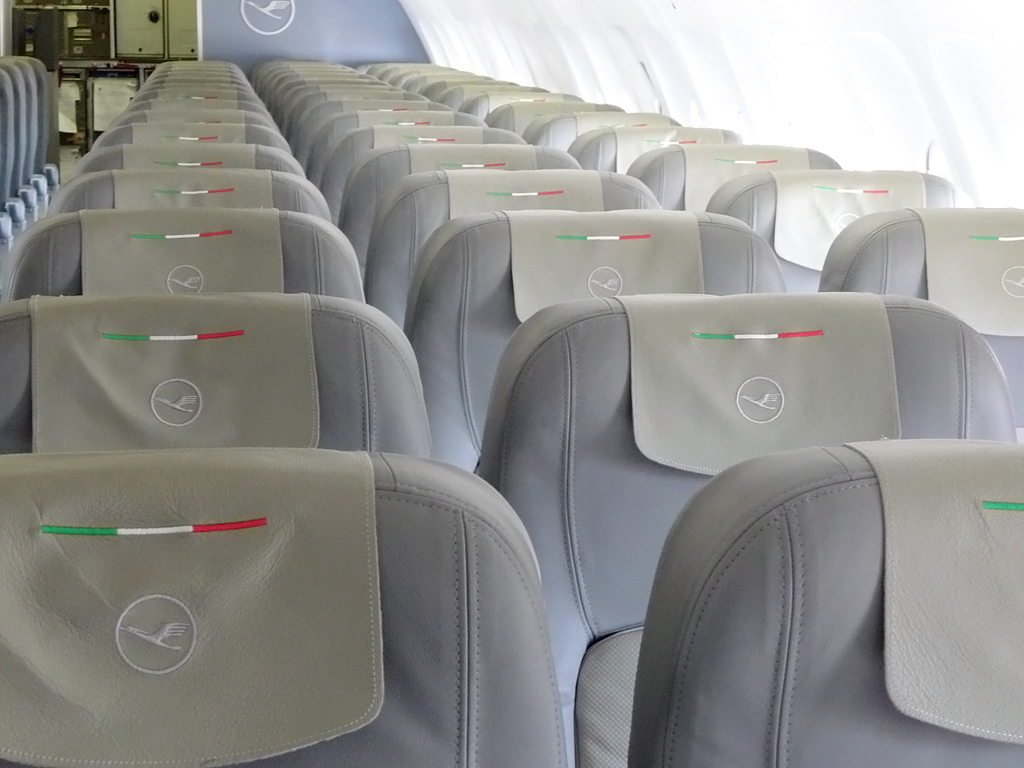

Lufthansa Italia S.p.A was een luchtvaartmaatschappij uit Italië. Het is een volle dochteronderneming van Lufthansa. De luchtvaartmaatschappij begon zijn vluchten op 2 februari 2009 naar acht grote steden in Europa. Lufthansa Italia maakt in april 2011 bekend dat aan het eind van het seizoen (oktober 2011) de laatste commerciële vlucht gevlogen zal worden. Daarna wordt het merk Lufthansa Italia om diverse interne redenen gestopt.

## Bestemmingen
Lufthansa Italia vloog naar de volgende bestemmingen
:
- Tsjechië
  - Praag (Luchthaven Praag-Ruzyně
- Frankrijk
  - Parijs (Luchthaven Parijs-Charles de Gaulle)
- Italië
  - Milaan (Luchthaven Milaan-Malpensa) Hub
  - Bari (Luchthaven Bari)
  - Napels (Luchthaven Napels)
  - Cagliari (Luchthaven Cagliari-Elmas
  - Catania (Luchthaven Catania-Fontanarossa
  - Olbia - Luchthaven Olbia-Costa Smeralda
  - Palermo - Palermo Airport
- Polen
  - Warschau - Luchthaven Warschau Frédéric Chopin
- Portugal
  - Lissabon (Luchthaven Portela)
- Spanje
  - Barcelona (Internationale Luchthaven Barcelona)
  - Ibiza (Ibiza Airport )
  - Palma de Mallorca ( Luchthaven Palma de Mallorca )
- Zweden
  - Luchthaven Stockholm-Arlanda
- Verenigd Koninkrijk
  - Londen (Luchthaven Londen Heathrow)